# Pomeshchique

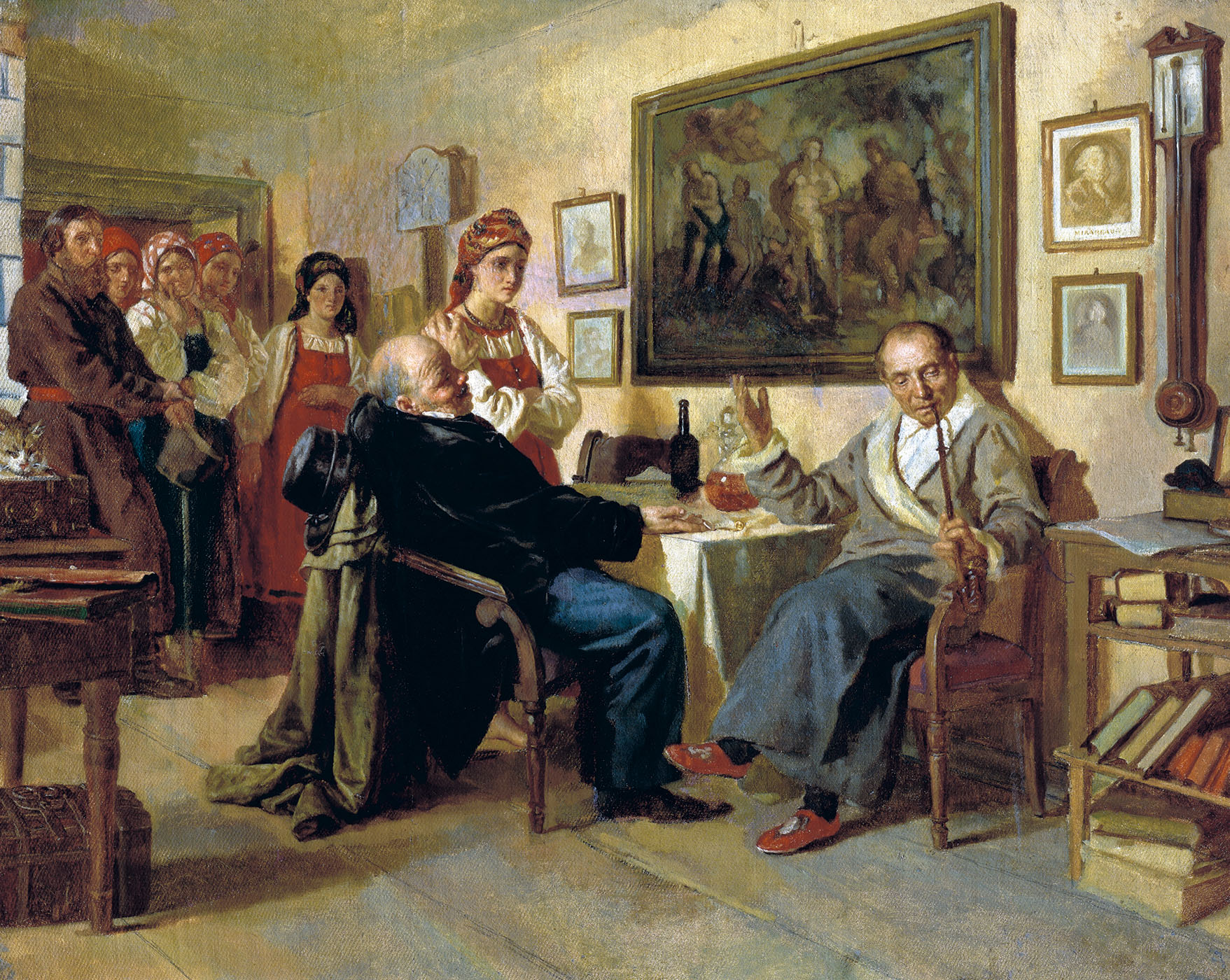
N. Nevrev. "Negociar". Um senhor de terras vende servos para outro.

Pomeshchique (em russo:  Помещик, transl. Pomeshchik, lit.: Senhor de Terras ou Senhorio) era um nobre, dono de uma Pomestie (em russo:  Поместье) na Rússia no final do séc. XV - início do séc. XX.